# Udara oviana
Udara oviana is een vlinder uit de familie van de Lycaenidae. De wetenschappelijke naam van de soort is voor het eerst gepubliceerd in 1917 door Hans Fruhstorfer.
De soort komt voor in Indonesië (Sumatra).